# Världscupen i längdåkning 1994/1995
Världscupen i längdskidåkning 1994/1995 startade i Kiruna, Sverige den 27 november 1994 och avslutades i Sapporo, Japan den 25 mars 1995. Bjørn Dæhlie från Norge vann herrarnas totalcup, medan Jelena Välbe från Ryssland vann damernas dito.

## Tävlingskalender

### Herrar
| Placering | Datum                 | Plats       | Distans                                     | Etta                                                                  | Tvåa                                                                       | Trea                                                                    |
| --------- | --------------------- | ----------- | ------------------------------------------- | --------------------------------------------------------------------- | -------------------------------------------------------------------------- | ----------------------------------------------------------------------- |
| 1.        | 27 november 1994      | Kiruna      | 10 kilometer klassisk stil                  | Bjørn Dæhlie                                                          | Vladimir Smirnov                                                           | Kristen Skjeldal                                                        |
| 2.        | 14 december 1994      | Tauplitzalm | 15 kilometer klassisk stil                  | Aleksej Prokurorov                                                    | Bjørn Dæhlie                                                               | Niklas Jonsson                                                          |
| 3.        | 17 december 1994      | Sappada     | 15 kilometer fristil                        | Bjørn Dæhlie                                                          | Silvio Fauner                                                              | Jari Isometsä                                                           |
| 4.        | 18 december 1994      | Sappada     | Stafett 4 × 10 kilometer                    | Norge IEgil Kristiansen Kristen Skjeldal Bjørn Dæhlie Thomas Alsgaard | FinlandSami Repo Jukka Hartonen Jari Isometsä Mika Myllylä                 | SverigeMorgan Göransson Torgny Mogren Christer Majbäck Henrik Forsberg  |
| 5.        | 20 december 1994      | Sappada     | 10kilometer fristil                         | Torgny Mogren                                                         | Henrik Forsberg                                                            | Vladimir Smirnov                                                        |
| 6.        | 8 januari 1995        | Östersund   | 30kilometer fristil                         | Bjørn Dæhlie                                                          | Aleksej Prokurorov                                                         | Thomas Alsgaard                                                         |
| 7.        | 14 januari 1995       | Nové Město  | 15 kilometer klassisk stil                  | Harri Kirvesniemi                                                     | Jari Isometsä                                                              | Silvio Fauner                                                           |
| 8.        | 15 januari 1995       | Nové Město  | Stafett 4 × 10 kilometer                    | FinlandKarri Hietamäki Jari Isometsä Harri Kirvesniemi Mika Myllylä   | SverigeMathias Fredriksson Niklas Jonsson Christer Majbäck Henrik Forsberg | ItalienFabio Maj Silvio Fauner Gaudenzio Godioz Marco Albarello         |
| 9.        | 27 januari 1995       | Lahtis      | 15 kilometer fristil                        | Vladimir Smirnov                                                      | Bjørn Dæhlie                                                               | Jari Isometsä                                                           |
| 10.       | 29 januari 1995       | Lahtis      | 15 kilometer klassisk stil                  | Vladimir Smirnov                                                      | Jari Isometsä                                                              | Bjørn Dæhlie                                                            |
| 11.       | 4 februari 1995       | Falun       | 30 kilometer klassisk stil                  | Bjørn Dæhlie                                                          | Silvio Fauner                                                              | Vladimir Smirnov                                                        |
| 12.       | 5 februari 1995       | Falun       | Stafett 4 × 10 kilometer                    | Norge ISture Sivertsen Terje Langli Bjørn Dæhlie Thomas Alsgaard      | FinlandJari Räsänen Jukka Hartonen Jari Isometsä Mika Myllylä              | SverigeMathias Fredriksson Anders Bergström Lars Håland Henrik Forsberg |
| 13.       | 7 februari 1995       | Hamar       | Stafett 4 × 5 kilometer                     | Italien                                                               | Finland                                                                    | Tyskland                                                                |
| 14.       | 11 februari 1995      | Oslo        | 50 kilometer klassisk stil                  | Vladimir Smirnov                                                      | Aleksej Prokurorov                                                         | Michail Botvinov                                                        |
| 15.       | 12 februari 1995      | Oslo        | Stafett 4 × 5 kilometer                     | FinlandKarri Hietamäki Harri Kirvesniemi Mika Kuusisto Sami Repo      | SverigeMathias Fredriksson Niklas Jonsson Torgny Mogren Henrik Forsberg    | Norge ISture Sivertsen Erling Jevne Bjørn Kristiansen Thomas Alsgaard   |
| VM        | 9 mars - 19 mars 1995 | Thunder Bay | Världsmästerskapen i nordisk skidsport 1995 | Världsmästerskapen i nordisk skidsport 1995                           | Världsmästerskapen i nordisk skidsport 1995                                | Världsmästerskapen i nordisk skidsport 1995                             |
| 16.       | 24 mars 1995          | Sapporo     | Stafett 4 × 10 kilometer                    | NorgeVegard Ulvang Bjørn Dæhlie Kristen Skjeldal Thomas Alsgaard      | ItalienMarco Albarello Silvio Fauner Guidenzio Godioz Fabio Maj            | FinlandMika Kuusisto Harri Kirvesniemi Sami Repo Jari Isometsä          |
| 17.       | 25 mars 1995          | Sapporo     | 15 kilometer fristil                        | Bjørn Dæhlie                                                          | Vladimir Smirnov                                                           | Thomas Alsgaard                                                         |

### Damer
| Placering | Datum                 | Plats       | Distans                                     | Etta                                                                   | Tvåa                                                                      | Trea                                                                                  |
| --------- | --------------------- | ----------- | ------------------------------------------- | ---------------------------------------------------------------------- | ------------------------------------------------------------------------- | ------------------------------------------------------------------------------------- |
| 1.        | 27 november 1994      | Kiruna      | 5 kilometer klassisk stil                   | Jelena Välbe                                                           | Nina Gavriljuk                                                            | Trude Dybendahl                                                                       |
| 2.        | 14 december 1994      | Tauplitzalm | 10 kilometer klassisk stil                  | Jelena Välbe                                                           | Nina Gavriljuk                                                            | Olga Danilova                                                                         |
| 3.        | 17 december 1994      | Sappada     | 15 kilometer fristil                        | Jelena Välbe                                                           | Olga Zavjalova                                                            | Nina Gavriljuk                                                                        |
| 4.        | 18 december 1994      | Sappada     | Stafett 4 × 5 kilometer                     | Ryssland I                                                             | Ryssland II                                                               | Norge                                                                                 |
| 5.        | 20 december 1994      | Sappada     | 5kilometer fristil                          | Nina Gavriljuk                                                         | Jelena Välbe                                                              | Olga Zavjalova                                                                        |
| 6.        | 8 januari 1995        | Östersund   | 30kilometer fristil                         | Jelena Välbe                                                           | Stefania Belmondo                                                         | Nina Gavriljuk                                                                        |
| 7.        | 14 januari 1995       | Nové Město  | 15 kilometer klassisk stil                  | Jelena Välbe                                                           | Larissa Lazutina                                                          | Nina Gavriljuk                                                                        |
| 8.        | 15 januari 1995       | Nové Město  | Stafett 4 × 5 kilometer                     | RysslandOlga Danilova Nina Gavriljuk Larissa Lazutina Jelena Välbe     | NorgeInger Helene Nybråten Marit Mikkelsplass Kari Uglem Maj Helen Nymoen | FinlandPirkko Määttä Merja Lahtinen Annette Kullman Tuulikki Pyykkönen                |
| 9.        | 27 januari 1995       | Lahtis      | Stafett 4 × 10 kilometer                    | RysslandOlga Zavjalova Nina Gavriljuk Larissa Lazutina Jelena Välbe    | NorgeAnita Moen Elin Nilsen Trude Dybendahl Bente Martinsen               | ItalienSabina Valbusa Guidina Dal Sasso Gabriella Paruzzi Stefania Belmondo           |
| 10.       | 28 januari 1995       | Lahtis      | 10 kilometer klassisk stil                  | Inger Helene Nybråten                                                  | Marit Mikkelsplass                                                        | Larissa Lazutina                                                                      |
| 11.       | 4 februari 1995       | Falun       | 10 kilometer klassisk stil                  | Nina Gavriljuk                                                         | Jelena Välbe                                                              | Larissa Lazutina                                                                      |
| 12.       | 5 februari 1995       | Falun       | 10kilometer fristil                         | Jelena Välbe                                                           | Nina Gavriljuk                                                            | Larissa Lazutina                                                                      |
| 13.       | 7 februari 1995       | Hamar       | Stafett 4 × 3 km                            | RysslandOlga Danilova Nina Gavriljuk Larissa Lazutina Jelena Välbe     | NorgeAnita Moen Elin Nilsen Bente Martinsen Trude Dybendahl               | ItalienSabina Valbusa Guidina Dal Sasso Cristina Paluselli Stefania Belmondo          |
| 14.       | 11 februari 1995      | Oslo        | 30 kilometer klassisk stil                  | Larissa Lazutina                                                       | Anita Moen                                                                | Olga Danilova                                                                         |
| 15.       | 12 februari 1995      | Oslo        | Stafett 4 × 5 kilometer                     | Ryssland IOlga Danilova Larissa Lazutina Nina Gavriljuk Jelena Välbe   | Norge IMarit Mikkelsplass Inger Helene Nybråten Elin Nilsen Anita Moen    | Ryssland IINatalia Baranova-Masolkina Jelena Skalina Olga Zavjalova Natalia Martinova |
| VM        | 9 mars - 19 mars 1995 | Thunder Bay | Världsmästerskapen i nordisk skidsport 1995 | Världsmästerskapen i nordisk skidsport 1995                            | Världsmästerskapen i nordisk skidsport 1995                               | Världsmästerskapen i nordisk skidsport 1995                                           |
| 16.       | 25 mars 1995          | Sapporo     | 15 kilometer fristil                        | Jelena Välbe                                                           | Larissa Lazutina                                                          | Nina Gavriljuk                                                                        |
| 17.       | 26 mars 1995          | Sapporo     | Stafett 4 × 5 kilometer                     | RysslandNina Gavriljuk Larissa Lazutina Natalia Martinova Jelena Välbe | NorgeTrude Dybendahl Inger Helene Nybråten Marit Mikkelsplass Elin Nilsen | SverigeAnna Frithioff Marie-Helene Östlund Antonina Ordina Anette Fanqvist            |

## Slutställning

### Herrar
| Placering | Åkare              | Poäng |
| 1.        | Bjørn Dæhlie       | 930   |
| 2.        | Vladimir Smirnov   | 866   |
| 3.        | Silvio Fauner      | 591   |
| 4.        | Aleksej Prokurorov | 572   |
| 5.        | Jari Isometsä      | 525   |
| 6.        | Thomas Alsgaard    | 429   |
| 7.        | Harri Kirvesniemi  | 363   |
| 8.        | Mika Myllylä       | 340   |
| 9.        | Torgny Mogren      | 330   |
| 10.       | Michail Botvinov   | 269   |

### Damer
| Placering | Åkare                 | Poäng |
| 1.        | Jelena Välbe          | 1060  |
| 2.        | Nina Gavriljuk        | 840   |
| 3.        | Larissa Lazutina      | 785   |
| 4.        | Olga Danilova         | 547   |
| 5.        | Olga Zavjalova        | 395   |
| 6.        | Inger Helene Nybråten | 386   |
| 7.        | Stefania Belmondo     | 377   |
| 8.        | Marit Mikkelsplass    | 361   |
| 9.        | Anita Moen            | 295   |
| 10.       | Trude Dybendahl       | 290   |
| . . .     |                       |       |